# Język duala
Język duala, także: diwala, douala, dualla, dwala, dwela, sawa – język z rodziny bantu, używany głównie przez lud Duala w Kamerunie. W 1982 roku liczba mówiących wynosiła ok. 87 tys.
Jest zapisywany alfabetem łacińskim.

## Klasyfikacja
W klasyfikacji SIL International wyróżnia się następujące dialekty: bodiman, mungo (także mongo, mungu lub muungo), oli (także ewodi, koli, ouri, uli, wouri lub wuri) i pongo.
W klasyfikacji Guthriego zaktualizowanej przez J. F. Maho język duala zaliczany jest do grupy geograficznej języków bantu A, do języków duala (A20) i oznaczony jest kodem A24, przy czym mungo, oli i pongo sklasyfikowane są jako osobne języki.

## Historia
Niewiele wiadomo na temat pochodzenia języka duala. Przez długi czas utrzymywano, że język duala wykazuje związki z językami bakota i lingala na terenie Gabonu i Kongo. Na tej podstawie twierdzono, że ludy Sawa, do których zalicza się lud Duala, przywędrowały do Kamerunu z południowych regionów Afryki Centralnej. Jednak nowsze badania leksykostatystyczne sugerują, że języki duala są znacznie bliżej spokrewnione z językami basaa i bakoko. 
Lud duala był jednym z pierwszych ludów afrykańskich, których przedstawiciele mieli styczność z europejskimi kupcami i szybko wyspecjalizowali się w pośrednictwie handlowym, a język duala stał się regionalnym językiem handlowym. W okresie kolonialnym protestanckie szkoły prowadziły lekcje w języku duala. Po odzyskaniu niepodległości w 1960 roku zaprzestano nauczania języka w szkołach na rzecz angielskiego i francuskiego. Istnieje jednak wiele ośrodków nauczania języka duala i język do tej pory jest używany w wielu domenach życia publicznego: działalności gospodarczej, kościele – europejscy misjonarze przełożyli na język duala Biblię i mediach (programy radiowe). W 2013 roku szacowano, że liczba osób posługujących się językiem duala jako pierwszym (L1) lub drugim (L2) w Douali – największym mieście Kamerunu – wynosi 2 milion osób.